# Васильева, Людмила Павловна
Людмила Павловна Васильева — член сборной команды СССР и серебряный призёр Чемпионата мира по высшему пилотажу 1964 года, лётчик-инструктор Центрального аэроклуба.

## Биография
Родилась в семье, далёкой от авиации, по официальным данным 7 февраля, со слов её матери — 3 февраля 1935 года.
Раннее детство прошло на Дальнем Востоке (в Хабаровске и Хабаровском крае), в 1946 году семья переехала в пос. Никольское Московской области.
В 1952 году, преодолев сопротивление семьи, начала учиться во 2-м Московском городском аэроклубе (Чертаново), после окончания программы которого была направлена в Центральную объединённую лётно-техническую школу ДОСААФ СССР.
По окончании учёбы в Центральной лётно-технической школы ДОСААФ в Саранске (1953—1955 гг.) Людмила Васильева вернулась во 2-й Московский городской аэроклуб в качестве инструктора, а с 1963 г. продолжила работу лётчика-инструктора уже в Центральном аэроклубе им. В. П. Чкалова.
Работая лётчиком-инструктором с 1955 по 1964 г., обучила и выпустила 80 пилотов.
С 1958 г. неоднократная участница воздушных парадов и показательных выступлений, в том числе «голова к голове» в паре с Маргаритой Кирсановой. Это была первая в СССР чисто женская пилотажная группа «голова к голове».
Оригинальным номером Людмилы Васильевой на парадах являлся перевёрнутый полёт на высоте 50 м над землёй. Являлась членом сборной команды СССР по высшему пилотажу (1963—1969 годы), завоевала 14 медалей по результатам участия в международных чемпионатах и соревнованиях СССР.
В 1964 году — стала серебряным призёром Чемпионата мира по высшему пилотажу в Испании.
Людмила Васильева имеет более 3000 часов налёта на самолётах «ЯК-18» всех модификаций, «Тренер-326» и спортивных реактивных самолётах.
Является обладателем пилотского свидетельства Международной Авиационной Федерации (FAI) № 28.
После рождения дочери в 1969 году прекратила заниматься лётной работой. В 1970-е гг. выполняла судейскую работу, после чего ушла на пенсию и посвятила себя семье.
Член МОО «Союз женщин летных специальностей „Авиатриса“»
Скончалась 26 ноября 2022 года. Похоронена на Николо-Архангельском кладбище городского округа Балашиха Московской области.

## Награды
- 1961 год — Орден Знак Почета
- 1964 год — Мастер спорта СССР
- 1964 год — Мастер спорта СССР международного класса
- 1965 год — Почётный член французского лётного клуба им. Леона Бианкотто
- 1968 год — Заслуженный мастер спорта СССР
- 1995 год — Почётный член ДОСААФ
- 2015 год — Медаль ДОСААФ «Первый трижды герой Советского Союза А. И. Покрышкин»